# Aliman - Adamclisi
Aliman - Adamclisi este o zonă protejată (arie de protecție specială avifaunistică - SPA) situată în Dobrogea, pe teritoriul administrativ al județului Constanța.

## Localizare
Aria naturală se află în extremitatea sud-vestică a județului Constanța (în Podișul Oltinei), pe teritoriul nord-vestic al satului Adamclisi și cel sud-estic al localității Aliman și este străbătută de drumul național DN3, care leagă municipiul Constanța de București.

## Descriere
Zona a fost declarată Arie de Protecție Specială Avifaunistică prin Hotărârea  de Guvern nr. 1284 din 24 octombrie 2007 (privind declararea ariilor de protecție specială avifaunistică ca parte integrantă a rețelei ecologice europene Natura 2000 în România) și se întinde pe o suprafață de 19.468 hectare.
Aria protejată (încadrată în bioregiunea geografică stepică) reprezintă o zonă naturală (pășuni, stepe, terenuri arabile cultivate, pajiști naturale, păduri de foioase) ce asigură condiții de hrană, cuibărit și viețuire pentru mai multe specii de păsări migratoare (răpitoare), de pasaj sau sedentare (unele protejate prin lege).

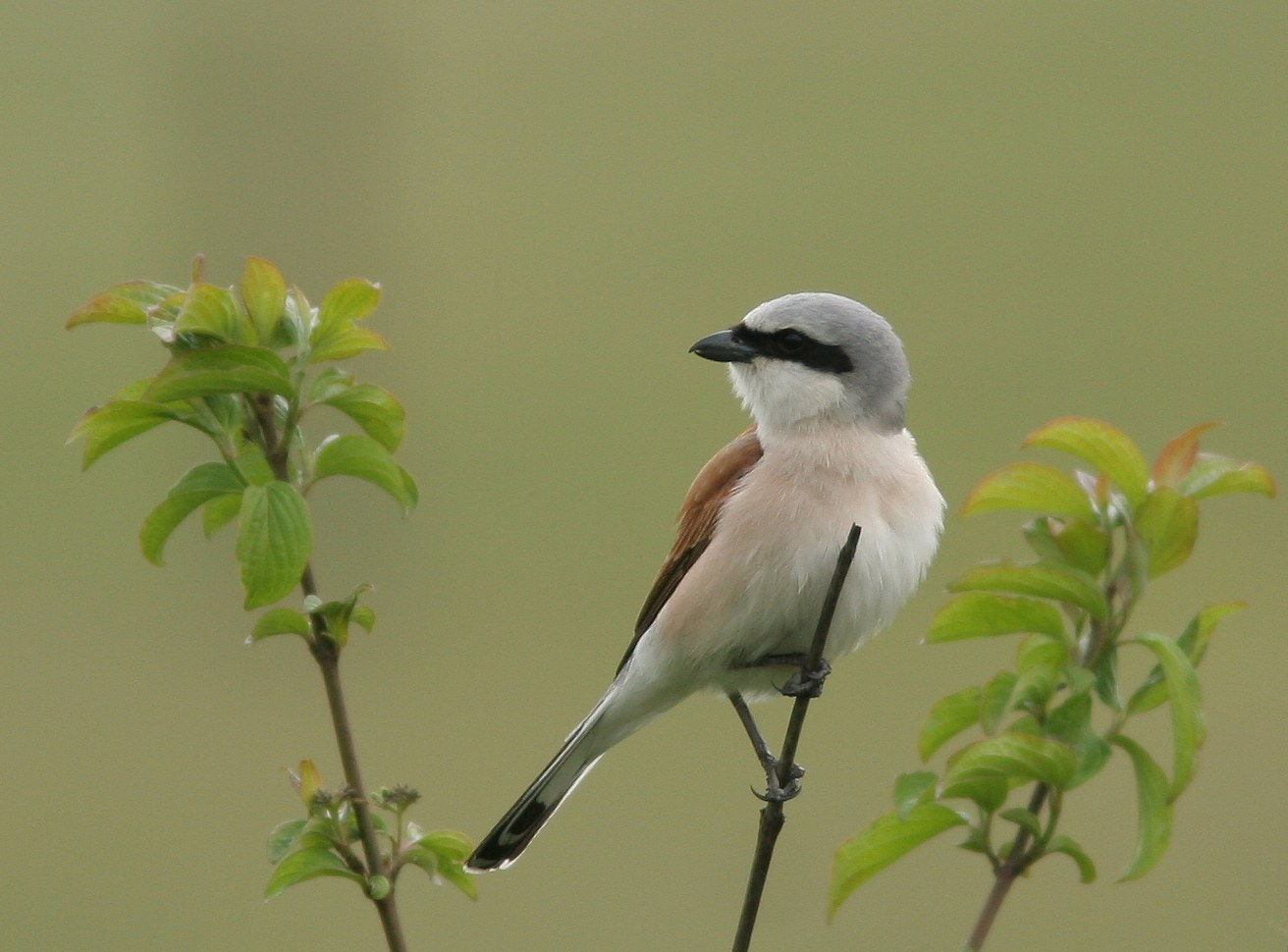
Sfâncioc-roșiatic (Lanius collurio)

În arealul sitului este semnalată prezența mai multor păsări cu specii de: acvilă de câmp (Aquila heliaca), uliu cu picioare scurte (Accipiter brevipes), ciocârlia de câmp (Alauda arvensis), fâsă de câmp (Anthus campestris), acvilă-țipătoare-mică (Aquila pomarina), ciuf-de-pădure (Asio otus), șorecar mare (Buteo rufinus), ciocârlie-cu-degete-scurte (Calandrella brachydactyla), caprimulg (Caprimulgus europaeus), șerpar (Circaetus gallicus), erete de stuf (Circus aeruginosus), porumbel gulerat (Columba palumbus), ciocănitoare de stejar (Dendrocopos medius), șoim călător (Falco peregrinus), vânturel roșu (Falco tinnunculus), muscar (Ficedula parva), acvilă pitică (Hieraaetus pennatus), sfrâncioc roșiatic (Lanius collurio), gaia neagră (Milvus migrans), codobatura galbenă (Motacilla flava), viespar (Pernis apivorus), botgros (Coccothraustes coccothraustes), codroș de munte (Phoenicurus ochruros), ciocănitoarea de grădină (Dendrocopos syriacus), pietrar negru (Oenanthe pleschanka) sau turturică (Streptopelia turtur).

## Căi de acces
- Drumul național DN3 pe ruta: Constanța - Murfatlar -  Ciocârlia - Cobadin - Viișoara - Pietreni - Deleni